# Pedro Abella
Pedro Abella (Riudecañas, 1824-Barcelona, 1877) fue un profesor de canto, pianista y compositor español.

## Biografía
Nació en la localidad tarragonesa de Riudecañas el 16 de noviembre de 1824. Maestro de música, tuvo entre sus alumnos a cantantes como Zaré Thalberg y Carmelina Poch. Saldoni lo hace también autor de varias obras musicales. Abella, que estuvo casado con la cantante italiana Elena D'Angri, falleció en Barcelona en la mañana del 12 de abril de 1877.